# (3178) Yoshitsune
(3178) Yoshitsune (1984 WA; 1966 TM; 1966 VB; 1975 XS1) ist ein ungefähr 14 Kilometer großer Asteroid des mittleren Hauptgürtels, der am 21. November 1984 von den japanischen Astronomen Keishin Suzuki und Takeshi Urata am Toyota-Observatorium in Japan (IAU-Code 881) entdeckt wurde.

## Benennung
(3178) Yoshitsune wurde nach Minamoto no Yoshitsune (1159–1189) benannt, einem der berühmtesten japanischen Militärkommandanten. 1185 besiegte er die Taira in der Seeschlacht von Dan-no-ura. Danach zwang ihn die Eifersucht seines älteren Bruders Minamoto no Yoritomo (Asteroid (3902) Yoritomo), Selbstmord mit dem Schwert zu begehen.